# Saeko Chiba
Saeko Chiba (千葉 紗子, Chiba Saeko, Hachinohe, 26 augustus 1977) is een Japans stemactrice (seiyu) en zangeres. Ze werkt voor Space Craft Produce.

## Biografie
Chiba begon met ballet op jonge leeftijd in de hoop om ooit deel te worden van de Takarazuka Revue. Ze slaagde echter niet voor het ingangsexamen van de Takarazuka Muziekschool. Daarna werd ze gedurende drie jaar lang deel van de Minami Aoyama Shojo Kageki Dan, een lokale theatergroep voor tienermeisjes.
Als deel van deze theatergroep speelde Chiba verscheidene hoofdrollen. Daarna kreeg ze als stemactrice de rol van Kotori Haruno in het Dreamcast spel Kita e. Na deze rol besloot ze dat ze liever stemmenwerk deed dan op het podium te staan en begon ze een fulltime carrière als stemactrice.
Enkele vroege rollen van Chiba waren Tsubaki Sakura in Kare Kano, Kitsune no Akane in Angel Tales en Elliot Chapman in Sci-Fi Harry. Chiba stond toen bekend voor haar lange zwarte lokken en haar koude looks, waardoor ze vaak tsundere rollen kreeg. In 2005 knipte ze haar haren kort, waarna ze een grotere variëteit aan rollen kreeg.
Chiba kende ook een zangcarrière. Yuki Kajiura schreef bijna al haar muzikaal materiaal. Haar eerste single was Koi no Kiseki, de openingsgeneriek voor het PlayStation spel Meguri Aishite. Sindsdien gaf ze negen singles, twee albums en verscheidene personage- en drama CD's uit. Ze zong ook de generieken in voor de games Alundra 2 en Atelier Judie.
Chiba is ook deel geweest van de muziekgroep Tiaraway, dit samen met Yuuka Nanri. Het duo bracht drie singles en een album uit alvorens ze de groep stopzette op 6 maart 2005.

## Privéleven
Chiba groeide op in Tokio. Ze trouwde op haar 30ste verjaardag: 26 augustus 2007.
Op 17 februari 2011 beviel Chiba van een dochter.

## Filmografie

### Anime
1998
- Kare Kano (Tsubaki Sakura)

2000
- Boogiepop Phantom (Yoko Sasaoka)
- Tottoko Hamtaro Dechu (Lapis-chan)
- Sci-Fi Harry (Elliot Chapman)

2001
- Angel Tales (Kitsune no Akane)

2002
- The World of Narue (Hajime Yagi)
- UFO Ultramaiden Valkyrie (Akina Nanamura)
- Heat Guy J (Kyoko Milchan)
- Duel Masters (Sayuki Manaka)

2003
- Nanaka 6/17 (Chie Kazamatsuri)
- Tenshi no Shippo Chu! (Fox Akane)
- Ultra Maniac (Maya Orihara)
- Avenger (Maple)
- UFO Ultramaiden Valkyrie 2: December Nocturne (Akina Nanamura)
- Chrono Crusade (Azmaria Hendric)

2004
- Gravion Zwei (Fei Shinruu)
- Aishiteruze Baby (Ayumi Kubota)
- Madlax (Chiara)
- Duel Masters|Duel Masters Charge (Shayuki Manaka)
- Rockman.EXE Stream (Jasmine)
- My-HiME (Natsuki Kuga)
- W Wish (Tsubasa Ohtori)
- Kujibiki Unbalance (Ritsuko Kyuberu Kettenkraftrad)

2005
- GUNxSWORD (Priscilla)
- Peach Girl (Momo Adachi)
- Buzzer Beater (Claire)
- MÄR (Aidou)
- Best Student Council (Miura)
- Tsubasa: RESERVoir CHRoNiCLE (Oruha)
- UFO Ultramaiden Valkyrie 3: Bride of Celestial Souls' Day (Akina Nanamura)
- Noein (Ai Hasebe)
- Rockman.EXE Beast (Jasmine)
- Gunparade Orchestra (Noeru Sugawara)
- My-Otome (Natsuki Kruger)

2006
- Hell Girl (Yuuko Murai)
- Ayakashi (Oshizu)
- Bakegyamon (Kagari)
- Ray (Anna Takekawa)
- NANA (Miu Shinoda)
- Gin-iro no Olynssis (Marika)
- Code Geass: Lelouch of the Rebellion (Nina Einstein)
- Venus to Mamoru (Mitsuki Fujita)

2007
- D.Gray-man (Liza)
- Ghost Slayers Ayashi (Kiyohana)
- Nodame Cantabile (Reina Ishikawa)
- GIANT ROBO (Maria Vovnich)
- Reideen (Akira Midorino)
- Nagasarete Airantou (Ayane)
- Bokurano (Chizu's oudere zus)
- Spider Riders: Yomigaeru Taiyou (Corona)
- Buzzer Beater 2 (Claire)
- Bludgeoning Angel Dokuro-Chan Second (Dokuro-chan)
- Majin Tantei Nogami Neuro (Shouko Hayami)
- Dragonaut: The Resonance (Weduwe)
- Goshusho-sama Ninomiya-kun (Shinobu Kirishima)
- Shugo Chara! (Nadeshiko Fujisaki)
- Minami-ke (Hayami)

2008
- Rosario + Vampire (Rubi Tojo)
- Shigofumi (Natsuka Kasai)
- Minami-ke: Okawari (Hayami-senpai, Hiroko)
- XxxHOLiC: Kei (Neko Musume)
- Psychic Squad (Bullet (Young), Chil Chil's Rival, Mary Ford, Momiji Kanou)
- Code Geass: Lelouch of the Rebellion R2 (Nagisa Chiba, Nina Einstein)
- Glass Maiden (Sofia)
- Scarecrowman (Elsa)
- Strike Witches (Mio Sakamoto)
- Birdy the Mighty: Decode (Birdy Cephon Altera)
- Mission-E (Yuma Saito)
- Blade of the Immortal (Ren)
- Rosario + Vampire Capu2 (Rubi Toujou)
- Shugo Chara!! Doki— (Nagihiko Fujisaki)
- Kemeko Deluxe! (Aoi-chan)

2009
- Shikabane Hime: Kuro (Rika Aragami)
- Minami-ke: Okaeri (Hayami-senpai, Hiroko)
- Birdy the Mighty Decode:02 (Birdy)
- Spice and Wolf II (Amartie)
- Jungle Emperor Leo (Professor Hikawa)
- Shugo Chara! Party! (Nagihiko Fujisaki)
- Kaidan Restaurant (Aya)

2010
- The Legend of the Legendary Heroes (Sion's moeder)

2011
- Wandering Son (Chizuru Sarashina)

2013
- Minami-ke Tadaima (Hayami)

### OVA
- .hack//Liminality (Yuki Aihara)
- Bludgeoning Angel Dokuro-Chan (Dokuro Mitsukai)
- Cosplay Complex (Maria Imai)
- Karas (Yoshiko Sagizaka)
- Iriya no Sora, UFO no Natsu (Akiho Sudou)
- Kikoushi-Enma (Yukihime)
- King of Bandit Jing in Seventh Heaven (Benedictine)
- Kujibiki Unbalance (Ritsuko Kübel Kettenkrad)
- Sci-Fi Harry (Elliott Chapman)
- Tristia of the Deep-Blue Sea (Panavia Tornado)
- My-Otome Zwei (Natsuki Kruger)
- Tetsuwan Birdy: Decode OVA "The Chiper" (Birdy Cephon Altera)
- Code Geass: Nunally In Wonderland (Nina Einstein)

### Computerspellen
- Alundra 2: A New Legend Begins (Aishia)
- Case Closed: The Mirapolis Investigation (Linda Hanayama)
- Chocolat~maid cafe curio (Kanako Akishima)
- Dengeki Bunko: Fighting Climax (Dokuro-Chan)
- Dengeki Gakuen RPG: Cross of Venus (Dokuro-Chan)
- Grandia III (Unama)
- Kita he~White Illumination (Kotori Haruno)
- Kita he~Photo Memories (Kotori Haruno)
- Memories Off 2nd (Takano Suzuna)
- My-HiME ~Unmei no Keitoju~ (Natsuki Kuga)
- Tales of Hearts (Beryl Benito)
- Tales of Vesperia (Nan)

## Discografie

### Singles
| # | Titel                                 | Uitgave    | Oricon chart |
| - | ------------------------------------- | ---------- | ------------ |
| 1 | Koi no Kiseki (恋の奇跡)              | 1999.02.27 | _            |
| 2 | Carry On Everyday                     | 1999.11.20 | _            |
| 3 | Twinkle Star (トゥインクル☆スター)    | 2001.04.25 | _            |
| 4 | Daiya no Genseki (ダイヤの原石)       | 2002.08.24 | _            |
| 5 | Sayonara (さよなら)                   | 2002.11.10 | _            |
| 6 | Hikari (ひかり)                       | 2003.01.22 | #163         |
| 7 | Ice Cream (アイスクリイム)            | 2003.05.21 | #73          |
| 8 | Winter Story                          | 2003.11.27 | #106         |
| 9 | Sayonara Solitia (さよならソリティア) | 2004.01.21 | #53          |

### Personage singles
| # | Titel | Uitgave    | Anime                                                   |
| - | --- | ---------- | ------------------------------------------------------- |
| 1 | Kirei na Namida~Kirei na Namida Yasashii Kimochi~ (きれいな涙~きれいなナミダ やさしいキモチ~)                      | 2003.12.03 | Single van Akina Nanamura van UFO Princess Valkyrie     |
| 2 | Mizube no Hana (水辺の花)                                                                                          | 2004.09.15 | Single van Natsuki Kuga van My-HiME                     |
| 3 | Ichigo Mashimaro Character Image CD Volume 1: Chika (苺ましまろ キャラクターイメージCD(1)「千佳」)                 | 2005.03.09 | Single van Chika Ito van Strawberry Marshmallow         |
| 4 | Rosario + Vampire Character Single 5: Ruby Toujou (ロザリオとバンパイア キャラクターソングシリーズ(5) 橙条瑠妃)    | 2008.03.26 | Single van Ruby Tojou van Rosario + Vampire             |
| 5 | Rosario + Vampire Capu2 Character Single 6: Ruby Toujou (ロザリオとバンパイアCapu2 キャラクターソング(6) 橙条瑠妃) | 2008.03.26 | Single van Ruby Tojou van Rosario + Vampire             |
| 6 | Shugo Chara! Character Song Album Best 2: Hana Tegami (花手紙)                                                     | 2009.08.05 | Single van Nadeshiko/Nagihiko Fujisaki van Shugo Chara! |

### Albums
| # | Titel      | Uitgave    | Oricon chart |
| - | ---------- | ---------- | ------------ |
| 1 | melody     | 2003.03.26 | #201         |
| 2 | everything | 2004.06.23 | #126         |

- MusicBrainz: bb333beb-eaa9-4b41-9e43-d750b3f9fb0c
- Virtual International Authority File: 259453658